# Selenonska kiselina
Selenonska kiselina je organska kiselina koja sadrži jednu ili više skupina –SeO3H. Primjer je benzenoselenonska kiselina. Selenonske kiseline su selenijski analog sulfonskih kiselina.